# Barbarano Vicentino
Barbarano Vicentino là một đô thị tại tỉnh Vicenza ở vùng Veneto, Ý.
Đô thị này có diện tích 19,6 km2, dân số là 4293 người (thời điểm 28 tháng 2 năm 2007)